# 死後勃起
死後勃起（しごぼっき、英: Death erection）は、人の死後に生じる勃起のこと。絞首刑に処された囚人の死体において、顕著にみられる。
英語では天使の欲望 (angel lust) や勃起硬直 (rigor erectus) 、終末勃起 (terminal erection) とも呼ばれる。

## 概要
頸部に巻き付いたロープが、小脳を圧迫することで生じるとされる。持続勃起症も、脊髄の損傷が原因となることが知られており、小脳や脊髄の損傷が勃起の持続と関連することは生体においても確認されている。
刑死・自死を問わず、縊死は男性器・女性器に影響をおよぼすことが観察されている。女性の場合、大陰唇や小陰唇、クリトリスの充血や膣からの出血がみられることがある。男性の場合は「程度の差はあるものの、陰茎の完全な勃起状態、尿や粘液、前立腺液の流出がしばしば生じる。3例に1例の割合である」。また、頭部への致命的な銃創や主要な血管の損傷、服毒など、ほかの死因でもみられる場合がある。

## 死後勃起と文化
- 歴史家で批評家のレオ・シュタインバーグは著書 The Sexuality of Christ in Renaissance Art and in Modern Oblivion のなかで、多くのルネサンス期の芸術家が磔刑に処されたイエス・キリストを死後勃起の状態で描いていると指摘した上で、このモチーフを「オステンタティオ・ゲニタリウム」（Ostentatio genitalium、性器の誇示という意味）と名付けた[6]。しかし、こうした美術作品は数世紀のあいだ、カトリック教会の抑圧を受けた。
- ジェイムズ・ジョイスの小説『ユリシーズ』の第十二挿話「キュクロプス」では、複数の箇所で終末勃起がモチーフとして使われている[7]。
- エドワード・ギボンは著書『ローマ帝国衰亡史』のなかで、ムハンマドの死後にアリーが「預言者よ、汝のペニスは空を衝かんとするようだ」と叫んだという小話を紹介し、これをアブ・アル＝フィダの作と比定している[8]。しかし、これはアブ・アル＝フィダの「ムハンマドの生涯」をジョン・ギャグナーがアラビア語からラテン語に翻訳する過程で誤って訳したことに基づく誤解である[9]。
- ウィリアム・S・バロウズは、『裸のランチ』や『シティーズ・オブ・ザ・レッド・ナイト』など、多くの作品でこの現象を取り上げている[10]。
- 1994年公開のアメリカ映画『クラークス』は、この現象を暗く、風刺的な手法で描いている。問題のシーンでは、成人向け雑誌を読んだばかりの男性客が店のトイレで心臓発作を起こし亡くなるが、その彼女は彼氏が自分をおどろかせるためにトイレにこもっていると信じているのである。
- Apple TV+のシリーズ番組 Bad Sisters は、死後勃起した男性が棺桶のなかで目覚め、その妻が弔問客が来る前に必死になって棺桶を開けようとする場面ではじまる。
- HBOのシリーズ番組 In Treatment で、臨死体験をしたという男性アレックスは、勃起していることに恐怖を感じた、実際死んでいることになるからと話している。
- サミュエル・ベケットの戯曲『ゴドーを待ちながら』で、登場人物のヴラジーミルとエストラゴンは首吊り自殺を画策するが、勃起するからという理由で最終的に断念している。